# Kalanchoe
Kalanchoe es un género con 170 especies aceptadas  de la familia de las crasuláceas, nativas de África tropical, especialmente de Madagascar; unas cuantas han sido introducidas en América y crecen en estado silvestre.

## Descripción
La mayoría son arbustos o herbáceas perennes, con unas pocas anuales o bienales. La más grande Kalanchoe beharensis, de Madagascar, puede alcanzar los 6 m de altura, sin embargo, la mayoría no superan 1 m. Las formas de las hojas varían según la especie, generalmente carnosas con cubierta cérea, de color verde medio a oscuro; en algunas especies pubescentes; con bordes cerrados, crenados o dentados, raramente enteras.
La inflorescencia es terminal, raramente axilar, y dependiendo de la especie, en corimbo, cima  o panícula. Las flores de este género se dividen en cuatro secciones con ocho estambres. Los pétalos están fusionados en forma de tubo, de forma parecida a algunos otros géneros emparentados, como Cotyledon. 
Florece desde comienzos del invierno hasta la primavera.

## Taxonomía
Los géneros Bryophyllum, descrito por Salisb. en 1806, y Kitchingia creado por Baker en 1881, son considerados sinónimos de Kalanchoe, aunque algunos científicos disienten y tratan Bryophyllum como un género separado.

#### Etimología
Kalanchoe: nombre genérico que se supone fue nombrado por una de sus especies (posiblemente Kalanchoe spathulata) y su nombre chino 伽蓝菜  /  伽蓝菜 jiāláncài, cantonés ga Salaam-choi. Una segunda explicación se deriva del nombre de la antigua palabras indias: kalanka ‘manchas, óxido’ y chaya ‘de’.

## Especies aceptadas
- Kalanchoe adelae Raym.-Hamet, 1908
- Kalanchoe alternans Pers., 1805
- Kalanchoe alticola Compton, 1975
- Kalanchoe ambolensis Humbert, 1933
- Kalanchoe angolensis N.E.Br., 1905
- Kalanchoe angustifolia A.Rich.,1848
- Kalanchoe antennifera Desc., 2004
- Kalanchoe arborescens Humbert, 1933
- Kalanchoe aromatica H.Perrier, 1923
- Kalanchoe aubrevillei Raym.-Hamet ex Cufod., 1967
- Kalanchoe auriculata (Raadts) V.V.Byalt, 2008
- Kalanchoe ballyi Raym.-Hamet ex Cufod., 1967
- Kalanchoe beauverdii Raym.-Hamet, 1907
- Kalanchoe beharensis Drake, 1903
- Kalanchoe bentii C.H.Wright ex Hook.f., 1901
- Kalanchoe bergeri Raym.-Hamet & H.Perrier, 1914
- Kalanchoe bhidei T.Cooke, 1903
- Kalanchoe bipartita Chiov., 1916
- Kalanchoe blossfeldiana Poelln., 1934
- Kalanchoe bogneri Rauh, 1993
- Kalanchoe boisi Raym.-Hamet & H.Perrier, 1914
- Kalanchoe boranae Raadts, 1983 publ. 1984
- Kalanchoe bouvetii Raym.-Hamet & H.Perrier, 1914
- Kalanchoe brachyloba Welw. ex Oliv. , 1871

- Kalanchoe cassiopeja Dammann
- Kalanchoe crenata (Andrews) Haw.
- Kalanchoe cuisini De Wild. & T.Durand
- Kalanchoe daigremontiana Raym.-Hamet & H.Perrier
- Kalanchoe deficiens Asch. & Schweinf.
- Kalanchoe delagonensis Eckl. & Zeyh.
- Kalanchoe eriophylla Hils. & Bojer ex Tul.
- Kalanchoe farinacea Balf.f.
- Kalanchoe fedtschenkoi Raym.-Hamet & H.Perrier
- Kalanchoe flammea Stapf
- Kalanchoe gastonis-bonnieri Raym.-Hamet & H.Perrier
- Kalanchoe glaucescens Britten
- Kalanchoe gracilipes Baill.
- Kalanchoe grandidieri Baill.
- Kalanchoe grandiflora A.Rich.
- Kalanchoe heterophylla Wight & Arn.
- Kalanchoe jongmansii Raym.-Hamet & H.Perrier
- Kalanchoe laciniata (L.) Pers.
- Kalanchoe lateritia Engl.
- Kalanchoe laxiflora Baker
- Kalanchoe lentiginosa Cufod.
- Kalanchoe longiflora Schltr.
- Kalanchoe manginii Raym.-Hamet & H.Perrier
- Kalanchoe marinelli Pamp.
- Kalanchoe migiurtinorum Cufod.
- Kalanchoe miniata Hils. & Bojer ex Tul.
- Kalanchoe modesta Kotschy & Peyr.
- Kalanchoe nyikae Engl.
- Kalanchoe olivacea Dalzell
- Kalanchoe orgyalis Baker
- Kalanchoe pareikiana Desc. & Lavranos
- Kalanchoe peltata Baill.
- Kalanchoe petitiaesii Rich. ex Jacques
- Kalanchoe petitiana A.Rich.
- Kalanchoe pinnata (Lam.) Pers.
- Kalanchoe platysepala Welw. ex Britten
- Kalanchoe porphyrocalyx Baill.
- Kalanchoe prolifera Koord. ex Raym.-Hamet
- Kalanchoe pubescens R.Br. ex Oliv.
- Kalanchoe pumila Baker
- Kalanchoe pyramidalis Schönland
- Kalanchoe quartiniana A.Rich.
- Kalanchoe rhombopilosa Mannoni & Boiteau
- Kalanchoe robusta Balf.f.
- Kalanchoe rosei Raym.-Hamet & H.Perrier
- Kalanchoe rotundifolia Haw.
- Kalanchoe rubinea Toelken
- Kalanchoe schizophylla Baill. & H.Perrier
- Kalanchoe Suarezensis H.Perrier
- Kalanchoe synsepala Baker
- Kalanchoe thyrsiflora Harv.
- Kalanchoe tomentosa Baker
- Kalanchoe tubiflora Raym.-Hamet
- Kalanchoe uniflora Raym.-Hamet
- Kalanchoe viguieri Raym.-Hamet & H.Perrier

## Cultivo y usos

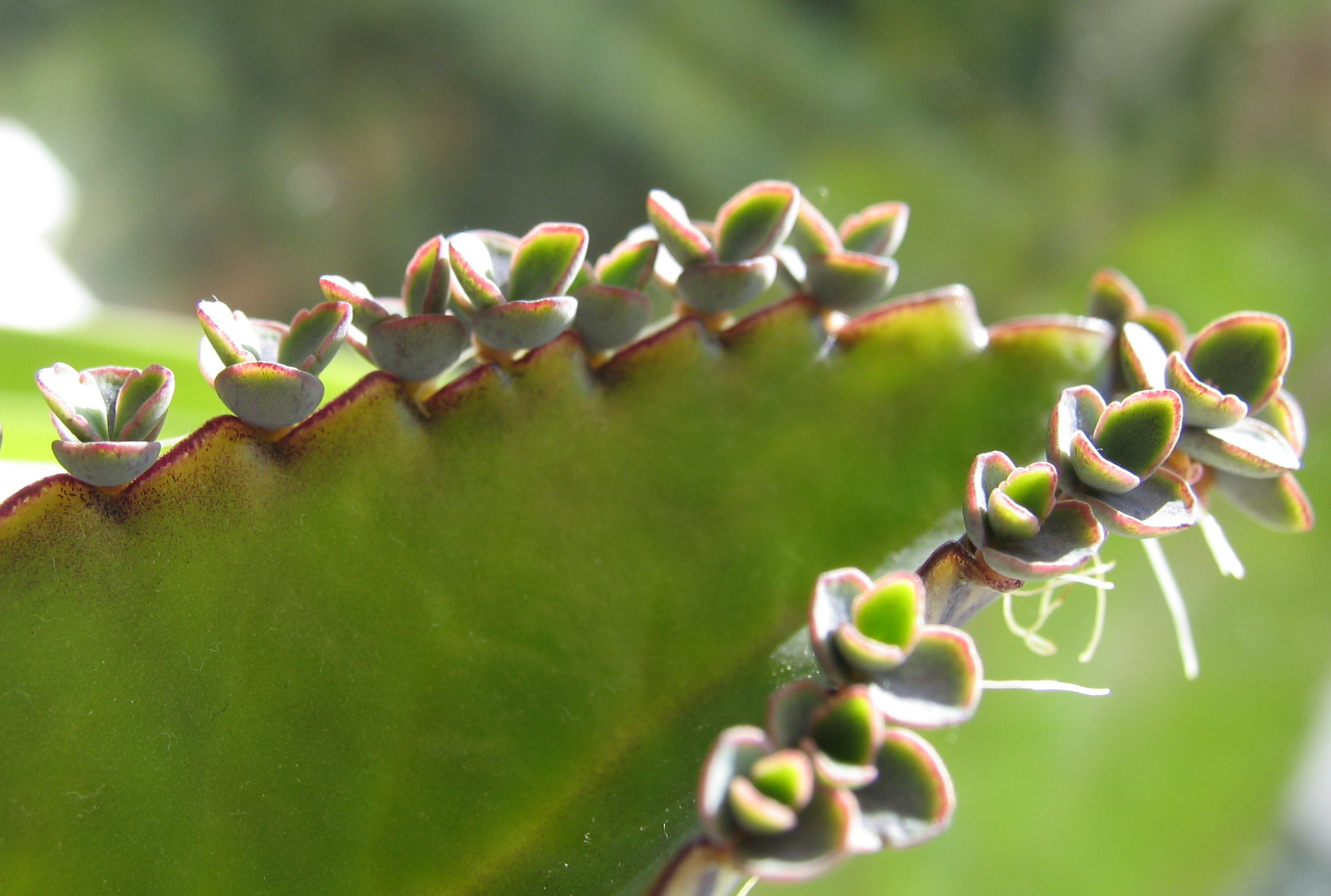
Kalanchoe daigremontiana detalle de nuevas plantas (hijos) que nacen sobre las hojas.

Son frecuentemente utilizadas como plantas de interior o jardín rocoso y se han popularizado debido a su fácil propagación, necesidades bajas de agua y la amplia variedad de colores florales. La sección Bryophyllum -antiguamente clasificada como género independiente- contiene especies como Kalanchoe pinnata. En estas plantas, los nuevos ejemplares se desarrollan vegetativamente como plántulas en pequeñas incisiones naturales a lo largo del borde de las hojas, las cuales, al desprenderse de la madre enraízan. 
Como el resto de suculentas, las especies de este género requieren pocos cuidados. Necesitan mucha luz, incluso toleran sol directo, aunque la excesiva insolación puede quemar las hojas. Los riegos, más frecuentes durante la estación calurosa, deben evitar el encharcamiento del suelo. La mayoría de las especies no tolera temperaturas por debajo de 5 °C. 
Agradecen el abonado durante el periodo vegetativo para prolongar la floración.
   
Prefiere suelos poco compactos y bien drenados.
Se multiplican por esquejes de tallo u hoja. Algunas especies como K. daigremontiana se pueden plantar las plántulas que nacen en los bordes de las hojas.

#### Enfermedades
Pueden padecer enfermedades bacterianas (como las agallas), fúngicas (como la botrytis), además de virales y viroides.

### Propiedades
En la medicina tradicional, las especies de Kalanchoe se han utilizado para tratar reumatismos e inflamaciones por vía externa.[cita requerida]